# Metropolitanstadt Palermo

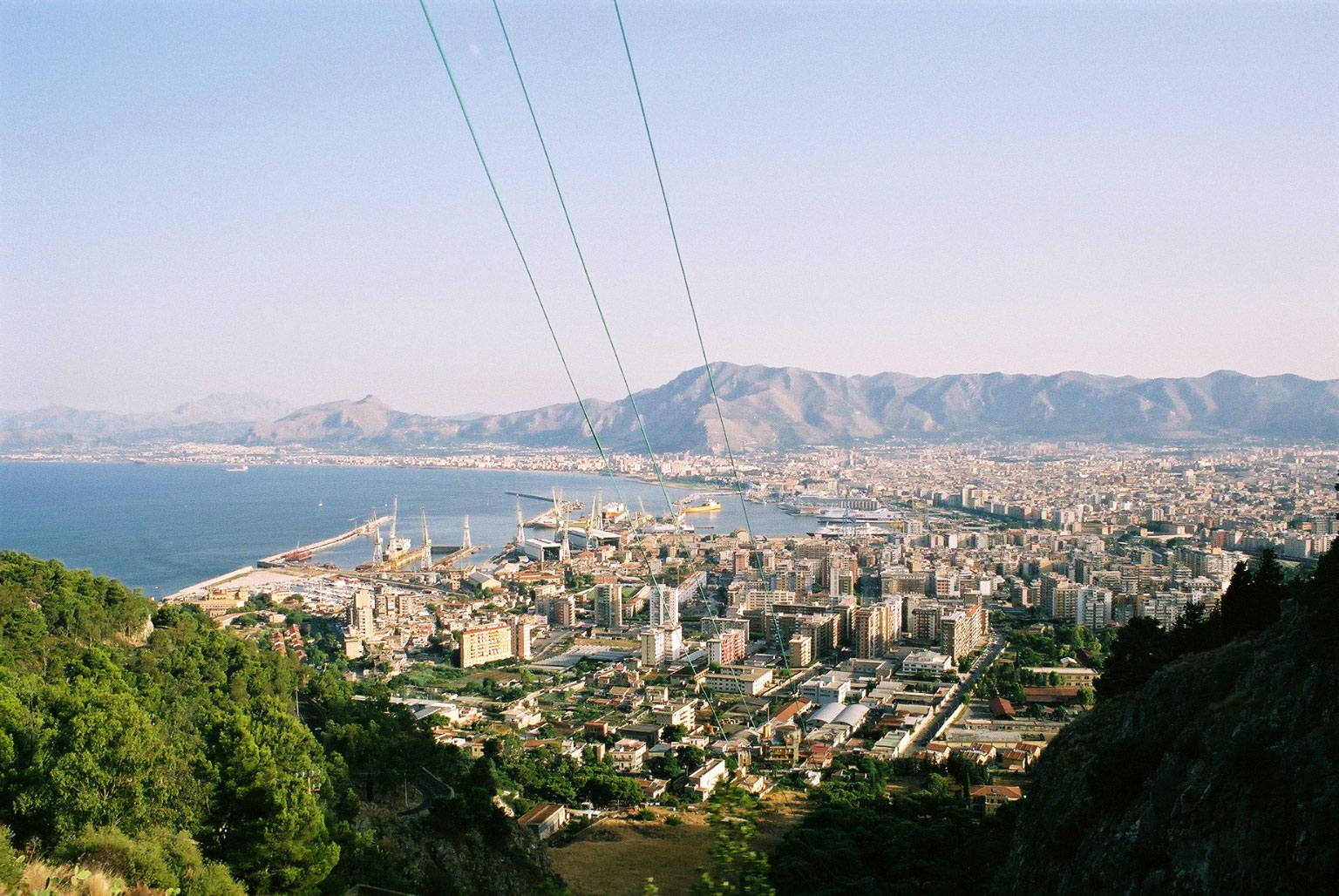
Die Hauptstadt der Metropolitanstadt, Palermo

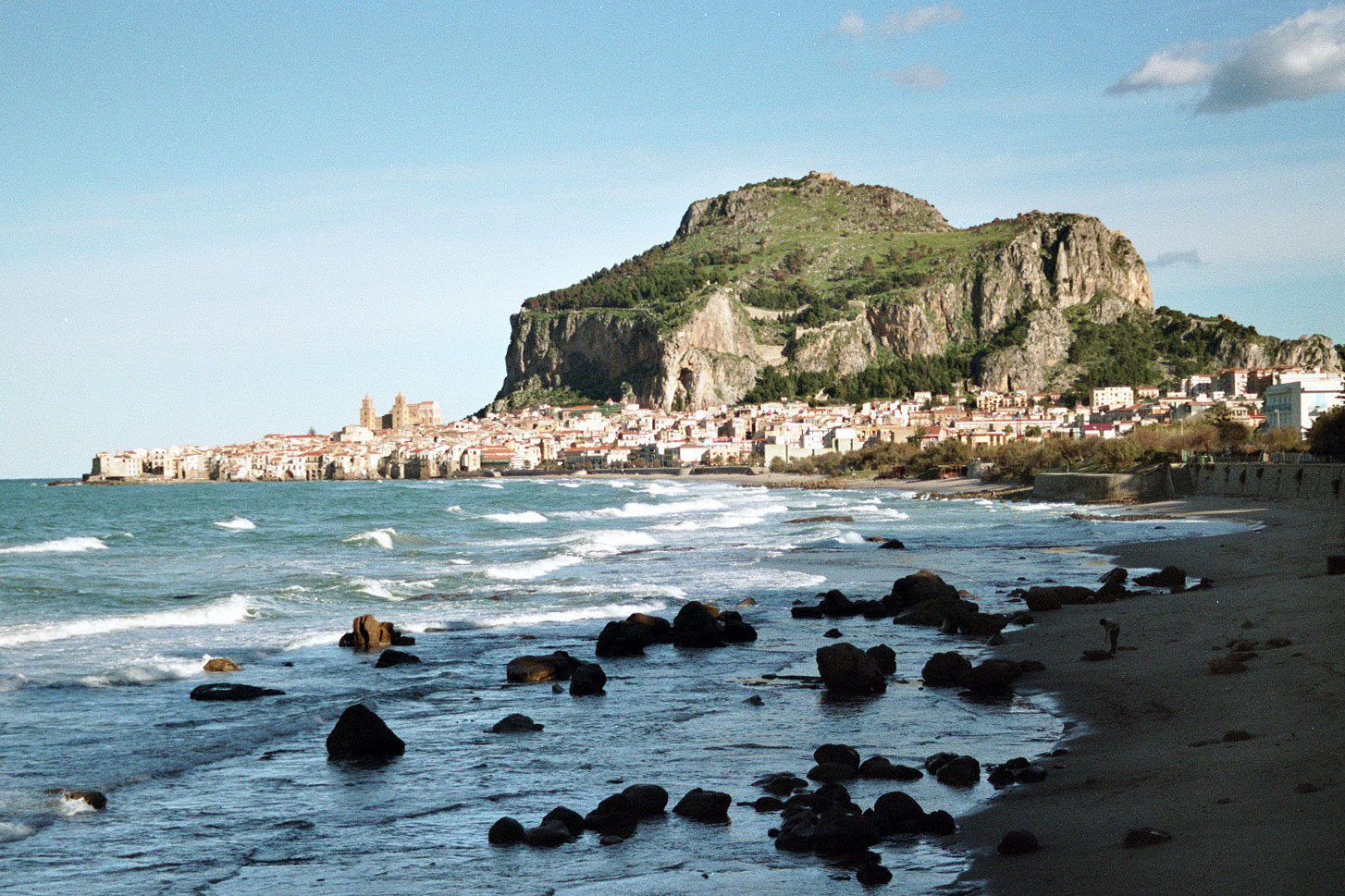
Blick auf Cefalù

Die Metropolitanstadt Palermo (italienisch Città Metropolitana di Palermo) ist eine der drei Metropolitanstädte der Autonomen Region Sizilien der Republik Italien. Hauptstadt der Metropolitanstadt und zugleich der gesamten Region ist Palermo.
Die Metropolitanstadt Palermo ist die Rechtsnachfolgerin der Provinz Palermo (italienisch Provincia di Palermo). Sie liegt an der Nordküste Siziliens am Tyrrhenischen Meer. Im Westen grenzt sie an das Freie Gemeindekonsortium Trapani, im Süden an das Freie Gemeindekonsortium Agrigent und das Freie Gemeindekonsortium Caltanissetta, im Osten an das Freie Gemeindekonsortium Enna und die Metropolitanstadt Messina.
Die Metropolitanstadt ist in 82 Gemeinden gegliedert, zu denen auch die Insel Ustica gehört. Auf einer Fläche von 4.992 km² leben 1.200.253 Einwohner (Stand 31. Dezember 2023). Ein Großteil der Bevölkerung konzentriert sich auf die Hauptstadt und auf die Küstengebiete.
Touristische Anziehungspunkte sind Palermo, Siziliens größte Stadt, die Städte Monreale und  Cefalù sowie die archäologischen Fundstätten Himera und Solunt. Weltweit bekannt wurde die in der Metropolitanstadt liegende Kleinstadt Corleone durch den Roman Der Pate von Mario Puzo.
In den 1950er Jahren wurde Lago Fanaco angelegt.

## Größte Gemeinden
(Stand: 31. Dezember 2023)
| Gemeinde        | Einwohner |
| --------------- | --------- |
| Palermo         | 630.427   |
| Bagheria        | 53.010    |
| Monreale        | 38.726    |
| Carini          | 40.254    |
| Partinico       | 30.678    |
| Termini Imerese | 24.865    |
| Misilmeri       | 28.939    |
| Villabate       | 19.521    |
| Cefalù          | 13.861    |